# Monique Agénor
Pour les articles homonymes, voir Agénor.
Monique Agénor est une actrice, une scénariste, puis une écrivaine française née à Saint-Denis de La Réunion.

## Biographie
Son père est Dutremblay Eugène Agénor, un instituteur et militant syndicaliste.
Dans sa jeunesse, alors qu'elle est venue en France métropolitaine pour compléter ses études, elle devient actrice au théâtre puis au cinéma et pour la télévision pendant une dizaine d'années. Elle interprète ainsi le rôle d'Eugénie dans deux épisodes du Temps des copains diffusés en 1962.
Puis elle crée une société de production de films et se consacre aussi à l'écriture. Son premier roman, L'Aïeule de l'île Bourbon, est initialement un scénario de film qui ne s'est pas concrétisé. Auteure d'ouvrages salués par la littérature réunionnaise, elle est par ailleurs la scénariste de plusieurs films documentaires, comme Taq' pas la porte (Ferme pas la porte) en 1988 et La Route cachalot en 1991. Elle a écrit  plusieurs romans, des nouvelles et des ouvrages pour la jeunesse,.

## Publications

### Romans
- L'Aïeule de l'île Bourbon, Éditions L'Harmattan, 1993 (OCLC 30785250) – (réédition en 2000  (ISBN 978-2738422347)), Prix des Mascareignes.
- Bé-Maho : Chroniques des îles sous le vent, Le Serpent à plumes, 1996 –  (ISBN 978-2842610074).
- Comme un vol de papang, Le Serpent à plumes, 1998 – (ISBN 978-2842610739)[4].

### Nouvelles
- Cocos-de-mer, Le Serpent à plumes, 2000 –  (ISBN 978-2842612283).
- Une sauvageonne chez Molière dans  "Nouvelles de La Réunion", Magellan & Cie, 2013 (OCLC 843776773).

### Littérature pour la jeunesse
- Le Châtiment de la déesse, Syros, 2000 –  (ISBN 978-2841468423).
- Plongée dans l'île aux tortues, Syros, 2001 –  (ISBN 978-2841469048).
- Les Enfants de la colline sacrée, Syros, 2005 –  (ISBN 978-2748502749).

### Illustrations
- Créolie de Jean-François Sam-Long, UDIR, 1984 (OCLC 461721189).

## Filmographie
- 1988 : Taq' pas la porte (ferme pas la porte), 52 min
- 1991 : La route cachalot, 30 min
- 2017-2018 : Le Rêve français, 3h06 : (conseiller historique avec Michel Reinette)

## Prix et distinctions
- 1994     Prix des Mascareignes, pour L’Aïeule de l’isle Bourbon.
- 2001      Chevalière de l'ordre des Arts et des Lettres[3].